# Jaime Kogan
Jaime Kogan (Buenos Aires, 5 de noviembre de 1937-ibídem, 31 de julio de 1996) fue un actor y director de teatro y fundador del Teatro Payró reconocido por sus memorables puestas escénicas con obras de Bertolt Brecht y por haber formado con Ricardo Monti una fecunda pareja autor-director.

## Actividad profesional
Nació en el barrio de La Paternal y su padre, un humilde sastre judío, que lo inició en la lectura de libros que incluyeron a Emilio Zola, Romain Rolland y cuantos más autores tuvieran obras en la biblioteca socialista del barrio.
En 1954 ingresó en la escuela de actuación del Teatro IFT (Idischer Folks Teater), una sala que fue clave en el desarrollo del teatro judío en el país, donde se fue formando como actor y director de la mano de maestros de la talla de Alberto D'Aversa, Jordana Fain, Heddy Crilla, Saulo Benavente, Carlos Gandolfo, Oscar Ferrigno, Marta Gam y Cipe Lincovsky. Entre 1956 y 1960 se desempeñó en el IFT integrando el elenco estable y como asistente de dirección de Crilla, Atahualpa del Cioppo, Ferrigno y Oscar Fessler.  En 1960 dirigió en el IFT su primera obra, Terrores y miserias del Tercer Reich (Bertolt Brecht) y en 1963 pasó a integrar su dirección artística al mismo tiempo que ponen a su cargo el primer año de la Escuela de Actuación y dirigió Historia en Irkusk de Alexéi Arbúzov.Al año siguiente dirigió La camisa, el cual fue su último trabajo en el IFT.
En 1967 puso en escena El paseo de los Domingos en el Instituto Di Tella y al año siguiente fue uno de los fundadores del Equipo Teatro Payró (EPT), en donde ejerció la dirección artística. En este teatro dirigió Viet Rock de Megan Terry con 409 representaciones entre 1968 y 1970, Historias tendenciosas de Ricardo Monti con 319 representaciones entre 1971 y 1972 y El señor Galíndez de Eduardo Pavlovsky con 816 representaciones entre 1973 y 1974. 
En 1975 fue al Festival Mundial de Teatro de Nancy (Francia) en representación de su país y realizó a continuación una gira por Europa. En 1976 fue al III Festival Internacional de Teatro celebrado en Caracas e hizo una gira por países de la región.
El 1977 estrenó la obra Visita de Ricardo Monti que llegó a las 887 representaciones, en la que además de la dirección realizó la escenografía y la iluminación. Ese año la obra fue galardonada con el Premio Carlos Arniches al mejor autor, Juana Sujo de Venezuela ganó el premio al mejor espectáculo extranjero por El señor Galíndez y Kogan obtuvo el Premio Molière al mejor director por Visita; esta obra, a su vez, representó al país en la IV Sesión Mundial del Teatro de las Naciones celebrado en Caracas. En 1979 estrenó Julio César de William Shakespeare con su dirección, iluminación y escenografía. Al año siguiente inauguró la sala Los Teatros de San Telmo, con un diseño especial, con la pieza Marathon de Monti, la cual permaneció dos años en cartel. 
En 1984 su versión poco ortodoxa pero meridianamente clara de Galileo Galilei, de Brecht, en el Teatro General San Martín obtuvo el mayor éxito de público de los 25 años de la institución. En el Teatro Colón, debutó como régisseur operístico con una interesante y polémica puesta de La forza del destino, de Giuseppe Verdi,hizo una memorable puesta en escena de la ópera Marathon de Pompeyo Camps y realizó en 1987, con Ascenso y caída de la ciudad de Mahagonn, de Brecht y Kurt Weill, “la puesta probablemente más rica y deslumbrante de su carrera y el acontecimiento teatral (no solo musical u operístico) de aquella temporada”.

## Estilo
Durante 27 años, apoyado en un sólido grupo de "estables" más invitados como Víctor Laplace, Luisina Brando, Eduardo Pavlovsky, Alberto Segado y Jorge Petraglia y el apoyo de su pareja la actriz y directora Felisa Yeny, Kogan realizó contribuciones notables contribuciones en escenografía, vestuario y música, siempre con un sesgo y desde una visión latinoamericana y argentina. Para Kogan, en el hecho teatral el director es la autoridad y el responsable absolutos que debe realizar una reescritura de lo que el dramaturgo ha propuesto convirtiéndose así en el autor del discurso estético-ideológico del espectáculo.
Viet Rock, que fue en Buenos  Aires uno de los paradigmas dentro del denominado “teatro de arte”, de un teatro cuestionador a la puesta en escena tradicional constituyó uno de los ejemplos de la puesta realista estilizada que para construir su discurso tomaba algunos aspectos de los artificios del realismo pero utilizados como algo ajeno, como una suerte de intertexto estético-ideológico incluidos con el fin de lograr “sus propias aspiraciones estéticas”.

## Valoración
Si bien Kogan se destacó en la puesta de obras de Brecht, sus grandes logros se vinculan a textos nacionales de autores vivos, como El señor Galíndez y obras de Ricardo Monti, con quien forma “el tándem autor-director más valioso de todo el teatro nacional”: Historia tendenciosa de la clase media argentina, Visita, Marathon, La oscuridad de la razón y Rayuela, piezas cargadas de notables metáforas sobre la historia y los mitos argentinos.
El crítico Gerardo Fernández opinó que:

“No parece exagerado afirmar que…ningún director, entre quienes permanecieron en el país, redondeó una carrera tan distinguida como la de Kogan, tan coherente en su ambición y rigor estético-ideológico, tan alejada de toda concesión mercantilista, tan profundamente creativa. Una carrera no muy prolífica (tan solo 21 montajes teatrales y 3 régies operísticas) pero que, sin embargo, incluyó 9 ó 10 puestas modélicas que constituyeron, por una razón u otra, genuinos acontecimientos en la vida cultural del país.”

## Premios y reconocimientos
Fue galardonado con los premios Molière, María Guerrero, Gregorio de Laferrère, ACE y, en 1991 en la categoría Espectáculos, le fueron otorgados los premios Konex de Platino y Diploma Konex al Mérito.
Falleció de cáncer el 31 de julio de 1996 y sus restos fueron enterrados en el panteón de la Asociación Argentina de Actores del Cementerio de la Chacarita previo velatorio en el Teatro Nacional Cervantes.